# 清原枝賢
清原 枝賢（きよはら の えだかた/しげかた）は、戦国時代から安土桃山時代の儒者。明経博士。初名は頼賢、法名は道白。

## 経歴
清原業賢の子。清原国賢、清原マリアの父。清原宣賢の孫にあたる。
天正13年（1585年）には関白宣下を受けた豊臣秀吉のために、朝廷官職制度の難解な解説書「職原抄」をより平易にした「百官和秘抄」を著す。

## 官職・位階
『公卿補任』による。
- 大永5年（1525年）2月15日 - 大炊頭・主水正に任官。
- 享禄4年（1531年）6月20日 - 従五位下に叙任。
- 天文4年（1535年）7月29日 - 従五位上に昇叙。元服し、大外記に任官。
- 天文5年（1536年）2月2日 - 穀倉院別当に任官。
- 天文7年（1538年）3月8日 - 備後介に任官。
- 天文8年（1539年）1月5日 - 正五位下に昇叙。
- 天文9年（1540年）3月21日 - 明経博士に任官。
- 天文11年（1542年）1月5日 - 正五位上に昇叙。
- 天文13年（1544年）3月19日 - 伊勢権守に任官。
- 天文15年（1546年）7月23日 - 従四位下に昇叙。
- 天文17年（1548年）3月23日 - 伊予介に任官。
- 天文19年（1550年）1月7日 - 従四位上に昇叙。
- 天文20年（1551年）3月30日 - 正四位下に昇叙。
- 永禄2年（1559年）月日不明 - 弾正少弼に任官。
- 永禄2年（1559年）11月11日 - 少納言・侍従に任官。
- 永禄6年（1563年）7月28日 - 宮内卿に任官。
- 天正4年（1576年）6月29日 - 従三位に昇叙。
- 天正9年（1581年）4月9日 - 正三位に昇叙。
- 天正9年（1581年）4月11日 - 出家。

## 系譜
続群書類従「清原系図」による。
- 父：清原業賢（良雄）
- 母：大宮時元女
- 妻：不詳[注釈 1]
- 生母不明の子女
  - 嫡男：国賢
  - 男子：僧真海（晋海）　高雄法身院僧正法印、嵯峨宝幢院兼帯
  - 女子：寿光院、東福門院師範[注釈 2]、六角承禎室（清原家系図[7]では長女を佐々木越中守室[注釈 3]とする。）
  - 女子：不詳
  - 女子：不詳